# Чечиков, Виктор Борисович
Виктор Борисович Чечиков (19 июня 1938) — советский и израильский шашист, бронзовый призёр чемпионата СССР по русским шашкам 1971 года, неоднократный призёр чемпионатов Израиля по русским шашкам.
Проживал в Москве и выступал за клуб «Локомотив. Кроме шашек занимался системной аналитикой в сфере информационных технологий. Проработал более 20 лет в Главном Вычислительном Центре Министерства Путей Сообщений главным специалистом, затем перешёл на работу во вновь образованный холдинг - «Российские Железные Дороги».
Эмигрировал в Израиль. Проживает в Кирьят-Ям. Участник чемпионатов страны, национальный гроссмейстер.